# 龍垓
龍垓（15世紀—16世紀），字樵養，廣東廣州府順德縣大良人，明朝政治人物。

## 生平
龍垓是嘉靖二十二年（1543年）癸卯科廣東鄉試舉人，三十九年（1560年）授清平教諭，以實學教士，買下城東五里外民人張士昂二百十二畝，設置學田派人佃種，歲輸租銀二十七兩，賑濟給貧困士子，陞臨淄知縣，愛民有善政，遷移學宮，修築城堡，禱雨祈晴總是立刻應驗，然而因為忤逆權貴，四十二年（1563年）遭吏科都給事中趙灼誣陷貪腐遭削籍逮問，臨淄人民如失慈母，歸隱後對待兄弟無私，財產均讓給姪兒，九十歲去世。

## 引用
1. 1 2  咸豐《順德縣志·卷二十三·列傳三》：龍垓，大良人……同領嘉靖癸卯鄉薦，垓字樵養，苦心力學，任清平教諭，以實學課士，置田二百十有二畝，賑給貧畯多士慕悅，陞令臨淄，能愛民操守，清介卓有善政，遷黌宮，築城堡，禱雨祈晴輒應，以忤權貴罷歸，淄民如失慈母，歸隱後處兄弟無私，財撫諸姪如己子，九十卒。……張府志、姚志
2. ↑  民國《清平縣志·卷十一·秩官篇》：龍垓，嘉靖三十九年任（教諭），教士有方，創置學田，嘗置買城東五里外民人張士昂地二百畝，召人佃種，歲輸租銀二十七兩，為學中學田，又有學田十畝亦在城東五里，知縣杜欒置買，民人呂希周地捐為學田。
3. ↑  《明世宗肅皇帝實錄·卷五百二十六》：（嘉靖四十二年十月）丁巳吏科都給事中趙灼等奉旨糾劾貪肆藩臬有司……臨淄知縣龍垓……龍垓為民，璫垓仍行御史逮問……